# Dariusz Jung
Dariusz Jung (ur. 5 stycznia 1971 w Oświęcimiu) – polski kick-bokser, czterokrotny mistrz Polski, dwukrotny mistrz Europy zawodowców ISKA, trzykrotny mistrz świata zawodowców ISKA, IKKC, WKA.
Karierę sportową rozpoczynał w wieku 13 lat od karate Kyokushin. Po trzech latach zainteresował się kick-boxingiem, przy czym dla udoskonalenia technik ręcznych równolegle rozpoczął trening bokserski. 
Obecnie prowadzi sklep ze sprzętem do sportów walki w Katowicach o nazwie "Sklep Wojownika".

## Ważniejsze osiągnięcia sportowe
- 1987 - zdobył tytuł mistrza Polski juniorów w kick-boxingu w kategorii muszej (do 51 kg).
- 1992 - zdobył tytuł mistrza świata amatorów w kick-boxingu w kat. muszej, wersja low-kick.
- 1993 - zdobył tytuł mistrza świata low kick (do 51 kg) w Budapeszcie[1].
- 1994 - zdobył tytuł mistrza świata zawodowców federacji IKKC w kat. junior-koguciej (do 54,2 kg).
- 1995 - zdobył tytuł mistrza świata zawodowców prestiżowej federacji ISKA w kat. junior-koguciej.
- 1996 - zdobył tytuł mistrza świata zawodowców federacji WKA w kat. junior-koguciej.